# Bergpanterspin
De bergpanterspin (Alopecosa inquilina) is een spinnensoort uit de familie wolfspinnen (Lycosidae). De wetenschappelijke naam van de soort werd, als Araneus inquilinus, in 1758 gepubliceerd door Carl Alexander Clerck.